# Línia 10 (Rodalia de Barcelona)
La línia 10 (R10) va ser un servei ferroviari de rodalia que formava part de Rodalies Barcelona (actualment Rodalies de Catalunya) de Renfe Operadora. Circulava per les línies de ferrocarril d'ample ibèric propietat d'Adif. El servei, inaugurat el 2006, connectava l'Estació de França i l'Aeroport de Barcelona.
Abans del 2006, existia un servei ferroviari a l'Aeroport de Barcelona des del 1975 que s'explotava com ramificació de la R1 des que es va crear la xarxa de rodalia.
Per les obres relacionades amb la línia d'alta velocitat Madrid-Barcelona-França la línia de l'aeroport va deixar de prestar servei a partir del 31 de gener de 2009. Els serveis van ser substituïts per la R2 Nord fent el recorregut Aeroport - Maçanet-Massanes. El servei de la R10 no serà restablert com a línia independent, quan acabin les obres serà absorbida com a ramal de la R4, substitució que es preveu en la reestructuració de serveis previst en el Pla de Transports de Viatgers 2008-2012 i al Pla Rodalies Barcelona.

Esquema Línia R2, substituint el servei de la R10. Canvis des del dia 31 de gener de 2009.

## Història
El 1980 RENFE va crear Cercanías, en el marc d'un pla de millores per "trencar la mala imatge de Renfe", que va suposar la instauració de 162 serveis de rodalia nous i la millora d'altres existents, el Plan General Ferroviario va suposar la modernització de la xarxa. El 1984 la companyia va passar a organitzar-se en unitats de negoci creant Cercanías Renfe, posteriorment Rodalies Renfe a Catalunya, i l'any 1985 es va reoganitzar i va sorgir un nou disseny per al servei de rodalia.

## Característiques generals
Aquesta línia va acabar amb l'aïllament de l'emblemàtica Estació de França en el nucli de proximitats barceloní. Va ser creada per a restituir el servei de trens en el branc Prat-Aeroport, suspès temporalment per les obres de la línia d'alta velocitat Madrid-Barcelona-Frontera Francesa. La línia és de via única entre El Prat de Llobregat i l'Aeroport de Barcelona.
Malgrat ser una línia de gran importància en el nucli de proximitats per servir d'accés a l'Aeroport de Barcelona, la seva freqüència era de 30 min tot el dia. Si bé només es donava tal freqüència en el branc de via única des d'El Prat de Llobregat a l'Aeroport de Barcelona i entre Passeig de Gràcia i l'Estació de França, doncs en la resta de la línia compartia vies amb els trens de la  Línia 2 (Rodalia de Barcelona).
Durant el període de 2006 i 2008 transcorria per les següents línies de ferrocarril:
- La totalitat de la línia el Prat - Aeroport.
- Línia Barcelona-Vilanova-Valls, en el tram entre el Prat de Llobregat i Barcelona.
- Túnel d'Aragó, túnel que connecta l'estació de Sants amb Passeig de Gràcia.
- Ramal Glòries de la línia Barcelona-Portbou (connexió entre l'estació de França i Passeig de Gràcia).

Futur
En el Pla de Transports de Viatgers (PTV) 2008-2012 es preveu la substitució de la línia de l'aeroport per una altra línia i un dels dos serveis que realitzara una segona línia. La R1 i la R4 substituiran la línia de l'aeroport: La R1, que donarà servei a tota la costa, tindrà una branca que anirà fins a l'aeroport, cosa que ja havia fet des de 1975 fins al 2006. La R4 per la seva banda anirà des de l'Aeroport fins a estació de Manresa.
Les dues línies a Barcelona passaran per l'estació de Plaça de Catalunya i, per tant, l'estació de Passeig de Gràcia deixarà de tenir una connexió amb l'aeroport del Prat igual que l'estació de França, però aquesta última deixarà de donar servei a línies de Rodalies, ja que la R10 era l'única que passava per aquesta estació. Per tant, només donarà servei a línies regionals, nacionals i internacionals.

### Estacions
| Estació              | Municipi                | Correspondències        | Zona renfe operadora | Zona ATM |
| -------------------- | ----------------------- | ----------------------- | -------------------- | -------- |
| Estació de França    | Barcelona               |                         | 1                    | 1        |
| Passeig de Gràcia    | Barcelona               |                         | 1                    | 1        |
| Sants                | Barcelona               |                         | 1                    | 1        |
| Bellvitge/Gornal     | Hospitalet de Llobregat |                         | 1                    | 1        |
| El Prat de Llobregat | El Prat de Llobregat    |                         | 1                    | 1        |
| Aeroport             | El Prat de Llobregat    | Aeropuerto de Barcelona | 4                    | 1        |